# Myrsine melanophloeos
Myrsine melanophloeos (L.) R.Br. ex Sweet – gatunek roślin z rodziny pierwiosnkowatych (Primulaceae). Występuje naturalnie w Afryce Subsaharyjskiej. 

## Rozmieszczenie geograficzne
Rośnie naturalnie w Afryce Subsaharyjskiej, w takich państwach jak: Południowa Afryka, Eswatini, Mozambik, Madagaskar, Komory, Malawi, Zimbabwe, Zambia, Angola, Demokratyczna Republika Konga, Kongo, Kamerun, Nigeria, Tanzania, Burundi, Rwanda, Uganda, Kenia, Etiopia, Sudan, Wyspy Świętego Tomasza i Książęca i Republika Zielonego Przylądka. 

## Morfologia
PokrójZimozielone drzewo dorastające do 6 m wysokości.
LiścieBlaszka liściowa jest nieco skórzasta i ma podługowate lub podługowato-lancetowaty kształt, jest całobrzega, ma ostrokątną nasadę i spiczasty wierzchołek. Ogonek liściowy jest nagi.
KwiatyZebrane w pęczkach wyrastających z kątów pędów. Mają 5 działek kielicha o owalnym kształcie. Płatków jest 5, są eliptyczne i mają barwę od białawej do różowawej.
OwocePestkowce o kulistym kształcie i purpurowej barwie.

## Biologia i ekologia
Rośnie w zaroślach. 